# Saint-Jean-des-Mauvrets
Saint-Jean-des-Mauvrets är en kommun i departementet Maine-et-Loire i regionen Pays de la Loire i nordvästra Frankrike. Kommunen ligger i kantonen Les Ponts-de-Cé som tillhör arrondissementet Angers. År 2018 hade Saint-Jean-des-Mauvrets 1 814 invånare.

## Befolkningsutveckling
Antalet invånare i kommunen Saint-Jean-des-Mauvrets
| Referens: INSEE |